# Бошко Илачевић
Бошко Илачевић (Босанска Крупа, 1934) српски је сликар. 

## Биографија
Бошко Илачевић је 1960. дипломирао на Академији ликовних уметности у Београду, где је похађао и специјални курс 1963.